# Александро-Куштская Успенская пустынь
Александро-Куштская Успенская пустынь, или Александро-Куштский монастырь — мужской монастырь Вологодской епархии Русской православной церкви, расположенный в селе Место Александрово Усть-Кубинском районе Вологодской области.

## История
Монастырь был основан на правом берегу реки Кушты преподобным Александром Куштским, чьи мощи хранились в монастыре. Также в жизни монастыря участвовали заозерские князья Димитрий Васильевич (почитающийся как отец преподобного Иоасафа Каменского, в миру — князя Андрея Дмитриевича), и Симеон, владевшие Заозерской вотчиной вокруг Кубенского озера. В 1764 году монастырь, ввиду тяжёлого финансового положения, был закрыт и превращён в приходскую церковь, а в 1833 году — восстановлен, но приписан к Спасо-Каменному монастырю, в ведении которого оставался вплоть до его закрытия в 1925 году (религиозная община Александро-Куштского монастыря продолжала существовать в 1924—1927 годах). К началу XX века в монастыре было два храма: шатровый деревянный в честь Успения Пресвятой Богородицы, построенный в XVI веке после того, как пожар уничтожил монастырские строения, и двухэтажный, в котором нижний храм был посвящён святителю Николаю Чудотворцу, а верхний — преподобному Александру Куштскому. Мощи основателя покоятся в нижнем храме под левым клиросом, а в верхнем храме над местом их захоронения был обустроен кенотаф.

## Современность
С 1939 по 2014 год в пустыни располагался Вологодский психоневрологический интернат № 1. На его территории сохранился колодец, который, согласно легенде, был выкопан основателем монастыря преподобным Александром. В 1962 году деревянную Успенскую церковь перевезли в реставрировавшийся Спасо-Прилуцкий монастырь как памятник деревянного зодчества, а в 1968 году старинные иконы из её иконостаса поступили в коллекцию Вологодского музея. Там же оказались Царские врата и покров с раки преподобного Александра.
В XXI веке началось возрождение монастырской жизни. Согласно данным ЕГРЮЛ, религиозная организация «Архиерейское подворье „Свято-Успенский Александро-Куштский монастырь“» была зарегистрирована 26 октября 2017 года. Это было сделано после принятого 6 октября 2017 года Священным Синодом РПЦ решения о восстановлении Спасо-Каменного мужского монастыря. Его настоятелем в настоящее время является иеромонах Александр (Алексей Александрович Кораблев), игуменом Спасо-Каменного монастыря — Дионисий (Дмитрий Николаевич Воздвиженский).